# UEFA Nations League 2022–23 (hạng đấu B)
Hạng đấu B UEFA Nations League 2022–23 (UEFA Nations League B 2022–23) là hạng đấu cao thứ nhì của UEFA Nations League mùa giải 2022–23, mùa giải thứ ba của giải đấu bóng đá quốc tế có sự tham gia của các đội tuyển quốc gia nam trong số 55 liên đoàn thành viên của UEFA.

## Thể thức
Hạng đấu B bao gồm 16 thành viên UEFA xếp hạng từ 17–32 trong danh sách tham dự UEFA Nations League 2022–23, được chia thành bốn bảng gồm bốn đội. Mỗi đội thi đấu sáu trận trong bảng của mình, sử dụng thể thức đấu vòng tròn sân nhà và sân khách vào tháng 6 (bốn lượt trận) và tháng 9 năm 2022 (hai lượt trận). Đội nhất của mỗi bảng được thăng hạng lên hạng đấu A UEFA Nations League 2024–25, và đội xếp thứ tư của mỗi bảng bị xuống hạng đến hạng đấu C UEFA Nations League 2024–25.

## Các đội tuyển

### Thay đổi đội tuyển
Sau đây là những thay đổi đội tuyển của Hạng đấu B từ mùa giải 2020–21:
| Xuống hạng từ Hạng đấu A Nations League                | Thăng hạng từ Hạng đấu C Nations League     |
| ------------------------------------------------------ | ------------------------------------------- |
| - Bosna và Hercegovina - Iceland - Thụy Điển - Ukraina | - Albania - Armenia - Montenegro - Slovenia |

| Thăng hạng lên Hạng đấu A Nations League | Xuống hạng đến Hạng đấu C Nations League         |
| ---------------------------------------- | ------------------------------------------------ |
| - Áo - Cộng hòa Séc - Hungary - Wales    | - Bulgaria - Bắc Ireland - Slovakia - Thổ Nhĩ Kỳ |

### Xếp hạt giống
Trong danh sách tham dự 2022–23, UEFA xếp hạng các đội dựa trên bảng xếp hạng tổng thể Nations League 2020–21. Các nhóm hạt giống cho giai đoạn đấu hạng đã được xác nhận vào ngày 22 tháng 9 năm 2021, và được dựa trên bảng xếp hạng danh sách tham dự.
| Đội                  | Hạng |
| -------------------- | ---- |
| Ukraina              | 17   |
| Thụy Điển            | 18   |
| Bosna và Hercegovina | 19   |
| Iceland              | 20   |

| Đội      | Hạng |
| -------- | ---- |
| Phần Lan | 21   |
| Na Uy    | 22   |
| Scotland | 23   |
| Nga      | 24   |

| Đội              | Hạng |
| ---------------- | ---- |
| Israel           | 25   |
| România          | 26   |
| Serbia           | 27   |
| Cộng hòa Ireland | 28   |

| Đội        | Hạng |
| ---------- | ---- |
| Slovenia   | 29   |
| Montenegro | 30   |
| Albania    | 31   |
| Armenia    | 32   |

Lễ bốc thăm cho giai đoạn đấu hạng diễn ra tại trụ sở UEFA ở Nyon, Thụy Sĩ vào lúc 18:00 giờ CET, ngày 16 tháng 12 năm 2021. Mỗi bảng chứa một đội từ mỗi nhóm. Vì lý do chính trị, Nga và Ukraina (do Nga can thiệp quân sự vào Ukraina) không thể được bốc thăm vào cùng một bảng. Do hạn chế của việc đi lại quá nhiều, bất kỳ bảng nào cũng có thể chứa tối đa một trong các cặp sau: Armenia và Iceland, Israel và Iceland.

## Các bảng
Danh sách lịch thi đấu đã được UEFA xác nhận vào ngày 17 tháng 12 năm 2021, một ngày sau lễ bốc thăm. Danh sách lịch thi đấu cho Bảng 1 đã được thay đổi do Nhánh A của vòng loại World Cup khu vực châu Âu bị hoãn lại.
Thời gian là CEST (UTC+2), do UEFA liệt kê (giờ địa phương, nếu khác nhau thì nằm trong ngoặc đơn).

### Bảng 1
| VT | Đội              | ST | T | H | B | BT | BB | HS  | Đ  | Thăng hạng hoặc xuống hạng |     | Scotland | Ukraina | Cộng hòa Ireland | Armenia |
| -- | ---------------- | -- | - | - | - | -- | -- | --- | -- | -------------------------- | --- | -------- | ------- | ---------------- | ------- |
| 1  | Scotland         | 6  | 4 | 1 | 1 | 11 | 5  | +6  | 13 | Thăng hạng lên Hạng đấu A  |     | —        | 3–0     | 2–1              | 2–0     |
| 2  | Ukraina          | 6  | 3 | 2 | 1 | 10 | 4  | +6  | 11 |                            |     | 0–0      | —       | 1–1              | 3–0     |
| 3  | Cộng hòa Ireland | 6  | 2 | 1 | 3 | 8  | 7  | +1  | 7  |                            | 3–0 | 0–1      | —       | 2–3              |         |
| 4  | Armenia          | 6  | 1 | 0 | 5 | 4  | 17 | −13 | 3  | Xuống hạng đến Hạng đấu C  |     | 1–4      | 0–5     | 1–0              | —       |

| Armenia         | 1–0      | Cộng hòa Ireland |
| --------------- | -------- | ---------------- |
| - Spertsyan 74' | Chi tiết |                  |

| Scotland                    | 2–0      | Armenia |
| --------------------------- | -------- | ------- |
| - Ralston 28' - McKenna 40' | Chi tiết |         |

| Cộng hòa Ireland | 0–1      | Ukraina         |
| ---------------- | -------- | --------------- |
|                  | Chi tiết | - Tsyhankov 49' |

| Ukraina                                           | 3–0      | Armenia |
| ------------------------------------------------- | -------- | ------- |
| - Malinovskyi 61' - Karavayev 77' - Mykolenko 84' | Chi tiết |         |

| Cộng hòa Ireland                         | 3–0      | Scotland |
| ---------------------------------------- | -------- | -------- |
| - Browne 20' - Parrott 28' - Obafemi 51' | Chi tiết |          |

| Armenia           | 1–4      | Scotland                                        |
| ----------------- | -------- | ----------------------------------------------- |
| - Bichakhchyan 6' | Chi tiết | - Armstrong 14', 45+1' - McGinn 50' - Adams 54' |

| Ukraina      | 1–1      | Cộng hòa Ireland |
| ------------ | -------- | ---------------- |
| - Dovbyk 47' | Chi tiết | - Collins 31'    |

| Scotland                      | 3–0      | Ukraina |
| ----------------------------- | -------- | ------- |
| - McGinn 70' - Dykes 80', 87' | Chi tiết |         |

| Armenia | 0–5      | Ukraina                                                      |
| ------- | -------- | ------------------------------------------------------------ |
|         | Chi tiết | - Tymchyk 22' - Zubkov 57' - Dovbyk 69', 84' - Ihnatenko 81' |

| Scotland                            | 2–1      | Cộng hòa Ireland |
| ----------------------------------- | -------- | ---------------- |
| - Hendry 50' - Christie 82' (ph.đ.) | Chi tiết | - Egan 18'       |

| Cộng hòa Ireland                               | 3–2      | Armenia                       |
| ---------------------------------------------- | -------- | ----------------------------- |
| - Egan 18' - Obafemi 52' - Brady 90+1' (ph.đ.) | Chi tiết | - Dashyan 71' - Spertsyan 73' |

| Ukraina | 0–0      | Scotland |
| ------- | -------- | -------- |
|         | Chi tiết |          |

### Bảng 2
| VT | Đội     | ST | T | H | B | BT | BB | HS | Đ | Thăng hạng hoặc xuống hạng     |     | Israel | Iceland | Albania | Nga |
| -- | ------- | -- | - | - | - | -- | -- | -- | - | ------------------------------ | --- | ------ | ------- | ------- | --- |
| 1  | Israel  | 4  | 2 | 2 | 0 | 8  | 6  | +2 | 8 | Thăng hạng lên Hạng đấu A      |     | —      | 2–2     | 2–1     | Hủy |
| 2  | Iceland | 4  | 0 | 4 | 0 | 6  | 6  | 0  | 4 |                                |     | 2–2    | —       | 1–1     | Hủy |
| 3  | Albania | 4  | 0 | 2 | 2 | 4  | 6  | −2 | 2 |                                | 1–2 | 1–1    | —       | Hủy     |     |
| 4  | Nga     | 0  | 0 | 0 | 0 | 0  | 0  | 0  | 0 | Bị cấm vĩnh viễn khỏi giải đấu |     | Hủy    | Hủy     | Hủy     | —   |

1. ↑  Vào ngày 2 tháng 5 năm 2022, UEFA thông báo rằng Nga bị đình chỉ thi đấu và tự động xuống hạng đến Hạng đấu C do cuộc tấn công vào Ukraina của quốc gia này.[23]

| Albania | Bị hủy bỏ | Nga |
| ------- | --------- | --- |
|         | Chi tiết  |     |

| Israel                     | 2–2      | Iceland                         |
| -------------------------- | -------- | ------------------------------- |
| - Abada 25' - Weissman 84' | Chi tiết | - Helgason 42' - Sigurðsson 53' |

| Iceland            | 1–1      | Albania      |
| ------------------ | -------- | ------------ |
| - Þorsteinsson 49' | Chi tiết | - Seferi 30' |

| Israel | Bị hủy bỏ | Nga |
| ------ | --------- | --- |
|        | Chi tiết  |     |

| Albania               | 1–2      | Israel             |
| --------------------- | -------- | ------------------ |
| - Broja 45+2' (ph.đ.) | Chi tiết | - Solomon 57', 73' |

| Nga | Bị hủy bỏ | Iceland |
| --- | --------- | ------- |
|     | Chi tiết  |         |

| Iceland                          | 2–2      | Israel                               |
| -------------------------------- | -------- | ------------------------------------ |
| - Þorsteinsson 9' - Helgason 60' | Chi tiết | - Grétarsson 35' (l.n.) - Peretz 65' |

| Nga | Bị hủy bỏ | Albania |
| --- | --------- | ------- |
|     | Chi tiết  |         |

| Iceland | Bị hủy bỏ | Nga |
| ------- | --------- | --- |
|         | Chi tiết  |     |

| Israel                        | 2–1      | Albania     |
| ----------------------------- | -------- | ----------- |
| - Weissman 46' - Baribo 90+2' | Chi tiết | - Uzuni 88' |

| Albania       | 1–1      | Iceland          |
| ------------- | -------- | ---------------- |
| - Lenjani 35' | Chi tiết | - Anderson 90+7' |

| Nga | Bị hủy bỏ | Israel |
| --- | --------- | ------ |
|     | Chi tiết  |        |

### Bảng 3
| VT | Đội                  | ST | T | H | B | BT | BB | HS | Đ  | Thăng hạng hoặc xuống hạng |     | Bosna và Hercegovina | Phần Lan | Montenegro | România |
| -- | -------------------- | -- | - | - | - | -- | -- | -- | -- | -------------------------- | --- | -------------------- | -------- | ---------- | ------- |
| 1  | Bosna và Hercegovina | 6  | 3 | 2 | 1 | 8  | 8  | 0  | 11 | Thăng hạng lên Hạng đấu A  |     | —                    | 3–2      | 1–0        | 1–0     |
| 2  | Phần Lan             | 6  | 2 | 2 | 2 | 8  | 6  | +2 | 8  |                            |     | 1–1                  | —        | 2–0        | 1–1     |
| 3  | Montenegro           | 6  | 2 | 1 | 3 | 6  | 6  | 0  | 7  |                            | 1–1 | 0–2                  | —        | 2–0        |         |
| 4  | România              | 6  | 2 | 1 | 3 | 6  | 8  | −2 | 7  | Xuống hạng đến Hạng đấu C  |     | 4–1                  | 1–0      | 0–3        | —       |

| Phần Lan              | 1–1      | Bosna và Hercegovina |
| --------------------- | -------- | -------------------- |
| - Pukki 45+1' (ph.đ.) | Chi tiết | - Prevljak 90+3'     |

| Montenegro                  | 2–0      | România |
| --------------------------- | -------- | ------- |
| - Mugoša 66' - Vukčević 87' | Chi tiết |         |

| Phần Lan              | 2–0      | Montenegro |
| --------------------- | -------- | ---------- |
| - Pohjanpalo 31', 38' | Chi tiết |            |

| Bosna và Hercegovina | 1–0      | România |
| -------------------- | -------- | ------- |
| - Prevljak 68'       | Chi tiết |         |

| Montenegro    | 1–1      | Bosna và Hercegovina |
| ------------- | -------- | -------------------- |
| - Marušić 77' | Chi tiết | - Menalo 62'         |

| România     | 1–0      | Phần Lan |
| ----------- | -------- | -------- |
| - Bancu 30' | Chi tiết |          |

| Bosna và Hercegovina                 | 3–2      | Phần Lan                  |
| ------------------------------------ | -------- | ------------------------- |
| - Pjanić 5' (ph.đ.) - Džeko 29', 58' | Chi tiết | - Pukki 10' - Källman 18' |

| România | 0–3      | Montenegro             |
| ------- | -------- | ---------------------- |
|         | Chi tiết | - Mugoša 42', 56', 63' |

| Bosna và Hercegovina | 1–0      | Montenegro |
| -------------------- | -------- | ---------- |
| - Demirović 45+1'    | Chi tiết |            |

| Phần Lan    | 1–1      | România      |
| ----------- | -------- | ------------ |
| - Pukki 12' | Chi tiết | - Tănase 52' |

| Montenegro | 0–2      | Phần Lan                   |
| ---------- | -------- | -------------------------- |
|            | Chi tiết | - Antman 47' - Källman 53' |

| România                                 | 4–1      | Bosna và Hercegovina |
| --------------------------------------- | -------- | -------------------- |
| - Man 38' - Pușcaș 73', 86' - Rațiu 79' | Chi tiết | - Džeko 77'          |

### Bảng 4
| VT | Đội       | ST | T | H | B | BT | BB | HS | Đ  | Thăng hạng hoặc xuống hạng |     | Serbia | Na Uy | Slovenia | Thụy Điển |
| -- | --------- | -- | - | - | - | -- | -- | -- | -- | -------------------------- | --- | ------ | ----- | -------- | --------- |
| 1  | Serbia    | 6  | 4 | 1 | 1 | 13 | 5  | +8 | 13 | Thăng hạng lên Hạng đấu A  |     | —      | 0–1   | 4–1      | 4–1       |
| 2  | Na Uy     | 6  | 3 | 1 | 2 | 7  | 7  | 0  | 10 |                            |     | 0–2    | —     | 0–0      | 3–2       |
| 3  | Slovenia  | 6  | 1 | 3 | 2 | 6  | 10 | −4 | 6  |                            | 2–2 | 2–1    | —     | 0–2      |           |
| 4  | Thụy Điển | 6  | 1 | 1 | 4 | 7  | 11 | −4 | 4  | Xuống hạng đến Hạng đấu C  |     | 0–1    | 1–2   | 1–1      | —         |

| Serbia | 0–1      | Na Uy         |
| ------ | -------- | ------------- |
|        | Chi tiết | - Haaland 26' |

| Slovenia | 0–2      | Thụy Điển                               |
| -------- | -------- | --------------------------------------- |
|          | Chi tiết | - Forsberg 39' (ph.đ.) - Kulusevski 88' |

| Serbia                                                                   | 4–1      | Slovenia         |
| ------------------------------------------------------------------------ | -------- | ---------------- |
| - A. Mitrović 24' - S. Milinković-Savić 56' - Jović 85' - Radonjić 90+2' | Chi tiết | - Stojanović 30' |

| Thụy Điển      | 1–2      | Na Uy                      |
| -------------- | -------- | -------------------------- |
| - Elanga 90+2' | Chi tiết | - Haaland 20' (ph.đ.), 69' |

| Na Uy | 0–0      | Slovenia |
| ----- | -------- | -------- |
|       | Chi tiết |          |

| Thụy Điển | 0–1      | Serbia        |
| --------- | -------- | ------------- |
|           | Chi tiết | - Jović 45+3' |

| Na Uy                                    | 3–2      | Thụy Điển                       |
| ---------------------------------------- | -------- | ------------------------------- |
| - Haaland 10', 54' (ph.đ.) - Sørloth 77' | Chi tiết | - Forsberg 62' - Gyökeres 90+5' |

| Slovenia                       | 2–2      | Serbia                          |
| ------------------------------ | -------- | ------------------------------- |
| - Gnezda Čerin 48' - Šeško 53' | Chi tiết | - Živković 8' - A. Mitrović 35' |

| Slovenia                 | 2–1      | Na Uy         |
| ------------------------ | -------- | ------------- |
| - Šporar 69' - Šeško 81' | Chi tiết | - Haaland 47' |

| Serbia                                    | 4–1      | Thụy Điển      |
| ----------------------------------------- | -------- | -------------- |
| - A. Mitrović 18', 45+1', 50' - Lukić 70' | Chi tiết | - Claesson 15' |

| Na Uy | 0–2      | Serbia                           |
| ----- | -------- | -------------------------------- |
|       | Chi tiết | - Vlahović 42' - A. Mitrović 54' |

| Thụy Điển      | 1–1      | Slovenia    |
| -------------- | -------- | ----------- |
| - Forsberg 42' | Chi tiết | - Šeško 28' |

## Các cầu thủ ghi bàn
Đã có 112 bàn thắng ghi được trong 42 trận đấu, trung bình 2.67 bàn thắng mỗi trận đấu.
6 bàn
- Erling Haaland
- Aleksandar Mitrović

4 bàn
- Stefan Mugoša

3 bàn
- Edin Džeko
- Teemu Pukki
- Benjamin Šeško
- Emil Forsberg
- Artem Dovbyk

2 bàn
- Eduard Spertsyan
- Smail Prevljak
- John Egan
- Michael Obafemi
- Jón Dagur Þorsteinsson
- Þórir Jóhann Helgason
- Manor Solomon
- Shon Weissman
- Benjamin Källman
- Joel Pohjanpalo
- George Pușcaș
- Stuart Armstrong
- Lyndon Dykes
- John McGinn
- Luka Jović

1 bàn
- Armando Broja
- Ermir Lenjani
- Taulant Seferi
- Myrto Uzuni
- Vahan Bichakhchyan
- Artak Dashyan
- Ermedin Demirović
- Luka Menalo
- Miralem Pjanić
- Robbie Brady
- Alan Browne
- Nathan Collins
- Troy Parrott
- Mikael Anderson
- Arnór Sigurðsson
- Liel Abada
- Tai Baribo
- Dor Peretz
- Adam Marušić
- Marko Vukčević
- Alexander Sørloth
- Oliver Antman
- Nicușor Bancu
- Dennis Man
- Andrei Rațiu
- Florin Tănase
- Ché Adams
- Ryan Christie
- Jack Hendry
- Scott McKenna
- Anthony Ralston
- Saša Lukić
- Sergej Milinković-Savić
- Nemanja Radonjić
- Dušan Vlahović
- Andrija Živković
- Adam Gnezda Čerin
- Andraž Šporar
- Petar Stojanović
- Viktor Claesson
- Anthony Elanga
- Viktor Gyökeres
- Dejan Kulusevski
- Danylo Ihnatenko
- Oleksandr Karavayev
- Ruslan Malinovskyi
- Vitaliy Mykolenko
- Viktor Tsyhankov
- Oleksandr Tymchyk
- Oleksandr Zubkov

1 bàn phản lưới nhà
- Daníel Leó Grétarsson (trong trận gặp Israel)

## Bảng xếp hạng tổng thể
16 đội thuộc Hạng đấu B được xếp hạng từ 17 đến 32 chung cuộc ở UEFA Nations League 2022–23 theo các quy tắc sau:
- Các đội kết thúc ở vị trí thứ nhất các bảng được xếp hạng 17 đến 20 theo kết quả của giai đoạn đấu hạng.
- Các đội kết thúc ở vị trí thứ nhì các bảng được xếp hạng 21 đến 24 theo kết quả của giai đoạn đấu hạng.
- Các đội kết thúc ở vị trí thứ ba các bảng được xếp hạng 25 đến 28 theo kết quả của giai đoạn đấu hạng.
- Các đội kết thúc ở vị trí thứ tư các bảng được xếp hạng 29 đến 32 theo kết quả của giai đoạn đấu hạng.

| Hạng | Bg | Đội                  | ST | T | H | B | BT | BB | HS  | Đ |
| ---- | -- | -------------------- | -- | - | - | - | -- | -- | --- | - |
| 17   | B2 | Israel               | 4  | 2 | 2 | 0 | 8  | 6  | +2  | 8 |
| 18   | B3 | Bosna và Hercegovina | 4  | 2 | 2 | 0 | 6  | 4  | +2  | 8 |
| 19   | B4 | Serbia               | 4  | 2 | 1 | 1 | 8  | 4  | +4  | 7 |
| 20   | B1 | Scotland             | 4  | 2 | 1 | 1 | 5  | 4  | +1  | 7 |
|      |    |                      |    |   |   |   |    |    |     |   |
| 21   | B3 | Phần Lan             | 4  | 2 | 1 | 1 | 7  | 4  | +3  | 7 |
| 22   | B1 | Ukraina              | 4  | 1 | 2 | 1 | 2  | 4  | −2  | 5 |
| 23   | B2 | Iceland              | 4  | 0 | 4 | 0 | 6  | 6  | 0   | 4 |
| 24   | B4 | Na Uy                | 4  | 1 | 1 | 2 | 2  | 4  | −2  | 4 |
|      |    |                      |    |   |   |   |    |    |     |   |
| 25   | B4 | Slovenia             | 4  | 1 | 2 | 1 | 5  | 7  | −2  | 5 |
| 26   | B1 | Cộng hòa Ireland     | 4  | 1 | 1 | 2 | 5  | 4  | +1  | 4 |
| 27   | B2 | Albania              | 4  | 0 | 2 | 2 | 4  | 6  | −2  | 2 |
| 28   | B3 | Montenegro           | 4  | 0 | 1 | 3 | 1  | 6  | −5  | 1 |
|      |    |                      |    |   |   |   |    |    |     |   |
| 29   | B3 | România              | 6  | 2 | 1 | 3 | 6  | 8  | −2  | 7 |
| 30   | B4 | Thụy Điển            | 6  | 1 | 1 | 4 | 7  | 11 | −4  | 4 |
| 31   | B1 | Armenia              | 6  | 1 | 0 | 5 | 4  | 17 | −13 | 3 |
| 32   | B2 | Nga                  | 0  | 0 | 0 | 0 | 0  | 0  | 0   | 0 |

## Play-off Vòng loại UEFA Euro 2024
Bốn đội mạnh nhất Hạng đấu B nhưng đã không thành công tại vòng loại thứ nhất (vòng bảng) vẫn có thể giành quyền tham dự vòng chung kết thông qua vòng loại thứ hai (vòng play-off).
| Hạng   | Đội                  |
| ------ | -------------------- |
| 17 ĐNB | Israel               |
| 18 ĐNB | Bosna và Hercegovina |
| 19 ĐNB | Serbia               |
| 20 ĐNB | Scotland             |
| 21     | Phần Lan             |
| 22     | Ukraina              |
| 23     | Iceland              |
| 24     | Na Uy                |
| 25     | Slovenia             |
| 26     | Cộng hòa Ireland     |
| 27     | Albania              |
| 28     | Montenegro           |
| 29     | România              |
| 30     | Thụy Điển            |
| 31     | Armenia              |
| 32     | Nga ‡                |